# Сидоров, Алексей Иванович (военный)
Алексей Иванович Сидоров (1896, Ростов-на-Дону — 1977, Москва) — полковник Советской Армии, участник Гражданской и Великой Отечественной войн, Краснознамёнец (1922).

## Биография
Алексей Сидоров родился в 1896 году. В феврале 1918 года пошёл на службу в Рабоче-крестьянскую Красную Армию. Участвовал в боях Гражданской войны, будучи командиром и военным комиссаром 55-го автоброневого отряда Управления бронесил РККА, был ранен. Неоднократно отличался в боях в Закавказье.
24-25 февраля 1922 года Сидоров участвовал в боях под Тифлисом, сохранив в целости мост для переправы основных сил и захватив в плен 300 вражеских солдат. Приказом Революционного Военного Совета Республики № 153 от 31 мая 1922 года военный комиссар 55-го автобронеотряда Алексей Сидоров был награждён орденом Красного Знамени РСФСР.
Отличился во время штурма Баку, прорвав вместе со своим отрядом вражескую оборону и войдя непосредственно в сам город. Приказом Революционного Военного Совета СССР № 319 от 20 мая 1926 года командир 55-го автоброневого отряда Алексей Сидоров был награждён орденом Красного Знамени Азербайджанской ССР.
После окончания войны Сидоров продолжил службу в Рабоче-крестьянской Красной Армии. С 1924 года находился в распоряжении Наркомата иностранных дел СССР. С 1930 года служил начальником сектора Военного института рационализации РККА, с 1935 года — на других технических должностях. 
Участвовал в Великой Отечественной войне: с декабря 1941 года — начальник трофейного отделения штаба 1-й гвардейской мотострелковой дивизии, начальник подвижной ремонтной базы № 48 в 33-й армии, помощник по технической части командира 1201-го отдельного артиллерийского полка на Западном фронте, помощник по технической части командира 57-й зенитно-артиллерийской дивизии ПВО, помощник по технической части командира 515-го артиллерийского полка, начальник материально-технического отдела автобазы Генерального штаба. 
После войны — помощник командующего артиллерией по технической части 2-й гвардейской стрелковой дивизии, заместитель по материально-техническому обеспечению 50-го авторемонтного завода Минобороны СССР. В 1955 году полковник А. И. Сидоров уволен в запас.
Был награждён орденом Ленина (30.12.1956), тремя орденами Красного Знамени (31.05.1922, …, 15.11.1950), орденом Красной Звезды (3.11.1944), орденом Красного Знамени Азербайджанской ССР, медалью «За отвагу» (22.03.1942), медалью «За оборону Москвы», рядом других медалей.